# Kosmos 3
Kosmos 3, em russo Ко́смос 3 
(Cosmos 3), ocasionalmente chamado no ocidente de Sputnik 13, foi o terceiro satélite da série Kosmos.
O objetivo desse satélite era duplo: uma demonstração de superioridade tecnológica e como parte do programa de desenvolvimento de sistemas para a plataforma de satélite MS, gravar dados sobre raios cósmicos e radiação.
Ele foi lançado por um foguete Kosmos-2I (63S1 - 4LK), sendo o quinto voo deste foguete, e o terceiro a atingir a órbita pretendida com sucesso.
O Kosmos 3, foi um satélite construído sobre a plataforma 2MS, o primeiro de dois desse modelo que seriam lançados.